# Florentina Olar
Florentina Olar, nata Spânu e citata anche come Olar-Spânu (Costanza, 6 agosto 1985), è una calciatrice rumena, attaccante del Fortuna Hjørring e della nazionale rumena.

## Biografia
Nata Spânu, dopo essersi sposata è stata citata a lungo con il doppio cognome abbinandolo a quello da nubile, Olar-Spânu, per poi assumere il cognome del marito Rares. La coppia ha un figlio, nato durante il periodo danese della sua carriera.

## Carriera

### Club
Olar si appassiona al calcio fin da giovanissima, iniziando il suo percorso agonistico a 13 anni nel SN Constanța, club della città natia Costanza dove gioca per due anni mettendosi in luce venendo notata dagli osservatori del Clujana.
Nel 2000, benché fosse necessario allontanarsi dalla famiglia trasferendosi a Cluj-Napoca, a 700 km da casa, a soli 16 anni sottoscrive un accordo con il Clujana, club con cui ottiene sette titoli di campione di Romania consecutivi, quattro Coppe nazionali e nel 2007 è stata nominata atleta dell'anno della città. I risultati ottenuti in patria con

### Nazionale
Olar-Spânu viene convocata dalla Federcalcio rumena (FRF) per rappresentare la nazione vestendo la maglia della nazionale Under-19. In seguito, grazie alle sue prestazioni nelle giovanili, nel 2003 è inserita in rosa nella Nazionale maggiore, selezionata per vestire la maglia della Romania impegnata nelle qualificazioni all'edizione 2005 del campionato europeo, dove fa il suo esordio il 28 giugno 2003 nella partita pareggiata per 2-2 con l'Irlanda.

## Palmarès
- Campionato danese: 4

Fortuna Hjørring: 2013-2014, 2015-2016, 2017-2018, 2024-2025
- Coppa di Danimarca: 4

Fortuna Hjørring: 2015-2016, 2018-2019
Nordsjælland: 2019-2020, 2021-2022
- Prima divisione femminile cipriota: 4

Apollon Limassol: 2009-2010, 2010-2011, 2011-2012, 2012-2013
- Campionato rumeno: 7

Clujana: 2002-2003, 2003-2004, 2004-2005, 2005-2006, 2006-2007, 2007-2008, 2008-2009
- Coppa di Cipro femminile: 4

Apollon Limassol: 2009-2010, 2010-2011, 2011-2012, 2012-2013
- Coppa di Romania femminile: 4

Clujana: 2004, 2005, 2006, 2008
- Supercoppa cipriota femminile: 4

Apollon Limassol: 2009, 2010, 2011, 2013